# Zakon Ducha Świętego
Zakon Ducha Świętego, również duchacy, Duchacy de Saxia, Zakon Kanoników Regularnych od Świętego Ducha, łac. Ordo Fratrum Canonicorum Regularium Sancti Spiritus de Saxia – zakon założony w Montpellier w Królestwie Francji około 1180, kiedy Gwidon z Montpellier wybudował szpital pomagając biednym i porzuconym dzieciom, oddając swe dzieło pod patronat Ducha Świętego. 22 kwietnia 1198 papież Innocenty III zatwierdził Zakon Ducha Świętego, a w roku 1204 zakon otrzymał od niego szpital w Rzymie zwany pierwotnie Szpitalem Sancta Maria de Saxia, od posługujących w nim braci Zakonu Ducha Świętego, przemianowany wkrótce na Szpital Ducha Świętego. W 1208 r. papież ustanowił nabożeństwo „Stacji Świętej” w rzymskim kościele Ducha Świętego.

## Historia
Głównym zadaniem Zakonu Ducha Świętego była pomoc porzuconym dzieciom, ubogim, chorym. Zakon w 1672 został na ziemiach francuskich zniesiony przez Ludwika XIV (na podstawie władzy nad hierarchią kościelną zawartej w konkordacie), ale został przywrócony w 1693. Stracił swój militarny charakter w 1708, a w 1711 papież Klemens XI włączył go do Zakonu św. Łazarza z Jerozolimy.
W 1220 Iwo Odrowąż sprowadził duchaków do Polski do Prądnika pod Krakowem, a w 1244 został przeniesiony do Krakowa przez bpa Jana Prandotę. Pod koniec XIII w. powstały duchackie szpitale w Kaliszu (przed 1282), Sandomierzu i Sławkowie. W 1783 nastąpiła kasata męskiej gałęzi Zakonu Ducha Świętego. Ostatni duchak w Polsce umarł w roku 1823 w Krakowie, a ostatni na świecie – w roku 1875 w Rzymie. Przetrwała jednak żeńska gałąź zgromadzenia. Obecnie w Krakowie znajduje się Dom Generalny Zakonu Sióstr Kanoniczek Ducha Świętego de Saxia.

## Towarzystwo Ducha Świętego
Towarzystwo Ducha Świętego zostało powołane w 2003 r. na podstawie dekretu metropolity gdańskiego i kieruje się regułą życia zatwierdzoną w 2009 r. przez abpa Sławoja Leszka Głódzia. Wspólnota zakonna nawiązuje do duchowości i charyzmatu Zakonu Ducha Świętego. Od 2012 r. jest prowadzone Wyższe Seminarium Duchowne Towarzystwa Ducha Świętego pod wezwaniem Świętego Krzyża w Krakowie. Rektorem seminarium i przełożonym wspólnoty zakonnej jest o. Wiesław Wiśniewski TDŚ.
8 września 2017 roku w sanktuarium Matki Bożej Brzemiennej w Gdańsku Matemblewie śluby wieczyste złożyło pierwszych pięciu braci z Towarzystwa Ducha Świętego,
18 maja 2018 roku święcenia kapłańskie przyjęło czterech diakonów z Towarzystwa Ducha Świętego. Sakramentu udzielił im w Gdańsku w archikatedrze oliwskiej bp Zbigniew Zieliński.